# Marketing de causa
O Marketing de causa relaciona as contribuições da empresa em prol de determinada causa com a disposição dos clientes para manter transações com essa empresa e, assim, gerar receita para ela. É uma atividade de natureza comercial e institucional, a partir do qual uma empresa procura associar sua marca com uma causa ou uma organização social, gerando benefícios mútuos.
Também tem sido visto como parte do marketing social corporativo, que Drumwright e Murphy definem como os esforços de marketing ”que têm pelo menos um objetivo não econômico, relacionado ao bem-estar social, e para alcançá-lo usa os recursos da empresa e/ou dos seu sócios”.
No que tange as práticas de filantropia nas empresas o Marketing de Causas destaca-se pela sua eficácia em proporcionar ganhos em curtos prazos para todos envolvidos no processo, tais como:  lucratividade e participação de mercado para as empresas, e possui valor de troca para os consumidores que compram o produto ou serviço que beneficiará outras pessoas
É um processo de formulação e implementação de atividades de marketing, de uma empresa, que vincula o montante da contribuição a uma causa, ou seja,  à receita produzida com a venda de seus produtos. O Marketing de Causas tem a participação do cliente na campanha, pela compra, o fato gerador. Portanto, é indispensável que o cliente compre o produto da empresa para que o processo se consolide. Desta forma é imprescindível o conhecimento dos fatores que levam os consumidores a participar das campanhas. 
Um programa bem-sucedido de marketing de causas pode produzir vários benefícios: melhorar o bem-estar social; criar posicionamento de marca diferenciado; criar fortes laços com o consumidor; aprimorar a imagem pública da empresa entre as autoridades publicas e outros tomadores de decisões; melhorar o clima interno; animar os funcionários, e impulsionar as vendas.